# 竹林元業
竹林 元業（たけばやし もとなり）は、室町時代中期の武将。下野宇都宮氏の家臣。竹林氏の祖。

## 略歴
今泉元朝の次男として誕生。下野国河内郡竹林郷に入り竹林氏を名乗った。
竹林郷は今泉郷の隣であり、上三川城主となり不在になりがちな兄・今泉盛朝の代わりに宇都宮城北東を警護していた。